# Sergei Kruglov
Sergei Nikíforovitch Kruglov (em russo:  Серге́й Ники́форович Кругло́в; 2 de outubro de 1907 – 6 de junho de 1977) foi um militar e político russo, que ocupou o cargo de Ministro de Assuntos Internos da União Soviética de dezembro de 1945 a março de 1953, e novamente de junho de 1953 até janeiro de 1956.
Kuglov atingiu o posto militar do coronel-general no Exército Vermelho, e embora conhecido por seu temperamento moderado e generosidade para com sua equipe, esteva envolvido em várias ações brutais das forças de segurança soviéticas durante a década de 1940, realizadas ao lado de seu companheiro de armas, o general Ivan Serov.
Kruglov era fluente em vários idiomas estrangeiros, incluindo o inglês. Por ter organizado a segurança da Conferência de Ialta e da Conferência de Potsdam durante a Segunda Guerra Mundial, ele foi condecorado com Legião do Mérito e foi feito Cavaleiro Comandante Honorário da Ordem do Império Britânico.

## Juventude e início de carreira
Sergei Kruglov nasceu em uma aldeia no Governadorato de Tver do Império Russo, no seio de uma família camponesa de baixa renda. Apesar das condições financeiras de sua família, Kruglov recebeu uma excelente educação, estudando no Instituto Karl Liebknecht, em Moscou, no Departamento Japonês do Instituto Soviético de Culturas Orientais e no muito prestigiado Instituto de Professores Vermelhos.
Ele estudou principalmente ciências políticas, assuntos internacionais e línguas estrangeiras, e mais tarde sua formação viria a contrastar fortemente com a dos cientistas, economistas e engenheiros que predominavam na elite política soviética.

## Carreira nos serviços de segurança

### 1938 até o final da Segunda Guerra Mundial
Kruglov começou a trabalhar para as forças de segurança soviéticas no início dos anos 1930. Em dezembro de 1938 ele foi nomeado Plenipotenciário Especial do NKVD (Особоуполномоченный НКВД), como parte do Grande Expurgo, com a responsabilidade de investigar e processar o pessoal da NKVD. Ele desempenhou um papel ativo na remoção de protegidos de Nikolai Ejov do NKVD.
Em 28 de fevereiro de 1939, Kruglov tornou-se Vice-Comissário de Pessoal do NKVD, e chefe da Divisão de Pessoal do NKVD. Na época da nomeação, Kruglov era major, um posto relativamente desimportante. Em 1939 Kruglov também se tornou membro candidato do Comitê Central do Partido Comunista da União Soviética.
Em fevereiro de 1941, Kruglov foi nomeado Primeiro Vice-Comissário, subordinado a Lavrenti Beria,e ele manteve essa posição, com uma breve interrupção, até dezembro de 1945. Durante esse período, Kruglov foi o grande responsável no NKVD por assuntos relacionados a finanças, administração, pessoal e o sistema gulag.
Durante a Segunda Guerra Mundial, Kruglov realizou várias missões militares. Em 1941, ele foi membro do Conselho Militar da Frente da Reserva soviética e, posteriormente, comandante do 4º Exército de Sapadores. Durante os primeiros meses da guerra, ele esteve envolvido na organização de Destacamentos Especiais de Bloqueio, que dentre outras coisas eram responsáveis por executar militares soviéticos culpados de deserção ou retirada não autorizada.
Em 1944-1945, Kruglov foi um dos principais oficiais soviéticos encarregados das deportações em massa de tchetchenos e inguches. Por seu papel na organização dessas deportações, Kruglov foi condecorado com a Ordem de Suvorov, primeiro grau, que geralmente era dada por bravura excepcional na frente de combate.
Em janeiro de 1944, Kruglov e Vsevolod Merkulov prepararam um relatório do NKVD sobre o massacre de Katin, culpando os alemães. O relatório do NKVD foi posteriormente usado como base pela Comissão Especial para Determinação e Investigação do Fuzilamento de Prisioneiros de Guerra Poloneses por Invasores Alemães-Fascistas na Floresta de Katin (também conhecida como Comissão Burdenko), que em 1944 publicou as mesmas conclusões do relatório Merkulov-Kruglov.
No verão de 1944, quando as tropas soviéticas retomaram a Lituânia dos alemães, Kruglov foi enviado para coordenar medidas punitivas contra os guerrilheiros lituanos que se opunham à anexação do país pela União Soviética.
Em 1945, Kruglov foi promovido ao posto de coronel-general do NKVD.
Kruglov foi nomeado Cavaleiro Comandante Honorário da Ordem do Império Britânico durante a Conferência de Potsdam, tornando-se o único oficial da inteligência soviética a receber um título de cavaleiro honorário.

### 1945 a 1953: no auge do poder
Em 29 de dezembro de 1945, Kruglov substituiu Lavrenti Beria como Comissário do Povo para Assuntos Internos da União Soviética (chefe do NKVD). Em 1946, o governo soviético fez a transição para o sistema ministerial e o aparato de segurança passou por uma reorganização substancial. O NKVD tornou-se o Ministério Soviético de Assuntos Internos (MVD), com Kruglov como seu chefe e Ministro de Assuntos Internos. O NKGB tornou-se o Ministério de Segurança do Estado (MGB), dirigido por Viktor Abakumov, que substituiu o protegido de Beria, Vsevolod Merkulov. Beria tornou-se vice-Primeiro-Ministro e manteve o controle nominal geral sobre o MVD e o MGB, embora ambos agora fossem liderados por adversários seus.
Embora Kruglov tenha subido galgado a hierarquia como subordinado de Beria, ele não era considerado um partidário seu, e depois da guerra aliou-se a Viktor Abakumov, um rival de Beria. A elevação de Kruglov e Abakumov é agora vista por historiadores como parte de uma estratégia deliberada de Josef Stalin para limitar a influência de Beria após o fim da guerra.
A autoridade de Kruglov como Ministro de Assuntos Internos flutuou significativamente durante o período de 1946-1953. No início, sua autoridade incluía o controle geral sobre a milítsia (a força policial regular da União Soviética), as tropas paramilitares internas, o funcionamento do sistema gulag, a guarda de fronteira e outros elementos do aparato de segurança. No final da década de 1940 e no início da década de 1950, parte dessa autoridade havia sido transferida do MVD para o MGB e, em 1953, o MVD era o principal responsável apenas pela administração do sistema gulag. No entanto, durante a maior parte desse período Kruglov permaneceu como chefe da Comissão Especial do Estado (Особое совещание), um órgão extrajudicial com autoridade para processar os acusados de crimes contra o Estado.
Em 1948 Kruglov organizou a deportação em massa da população alemã do oblast de Kaliningrado (anteriormente Prússia Oriental), a área em torno de Königsberg que foi anexada pela União Soviética no final da Segunda Guerra Mundial.
Em janeiro de 1948, Kruglov e Abakumov apresentaram a Stalin um memorando que endureceu significativamente as condições para prisioneiros políticos em gulag. Muitos dos que haviam sido presos no auge do Grande Expurgo em 1937-38, condenados a 10 anos de prisão, deveriam ser libertados. O memorando Abakumov-Kruglov, aprovado por Stalin, autorizou a criação de um sistema especial de campos de trabalho para presos políticos. O MVD foi autorizado a manter, quando considerado necessário, tais presos políticos para além das datas de expiração de suas sentenças, e enviá-los para o chamado exílio administrativo (административная ссылка). Daí em diante, períodos significativos de exílio administrativo, após a conclusão das sentenças de prisão, e atrasos significativos na libertação após a conclusão de sentenças se tornaram práticas padrão do MVD na administração do sistema gulag.
Como chefe do MVD, Kruglov desempenhou um papel fundamental no fornecimento do trabalho prisional para o programa nuclear soviético encabeçado por Beria. Depois de um teste nuclear soviético bem-sucedido em agosto de 1949, Kruglov recebeu a Ordem de Lenin.
Em 1948 morreu Andrei Jdanov, que havia sido patrono de Kruglov e Abakumov, e a posição de Kruglov foi temporariamente ameaçada. Beria e Malenkov criaram o chamado Caso de Leningrado, que resultou na perseguição de muitos funcionários do partido ligados a Jdanov. No entanto, como Stalin ainda precisava de um contrapeso a Beria, tanto Kruglov quanto Abakumov mantiveram seus postos, embora a posição de Beria tenha sido fortalecida.
Em 1952-1956, Kruglov foi membro do Comitê Central do Partido Comunista da União Soviética (PCUS), cargo para o qual foi eleito no 19º Congresso do PCUS. Kruglov foi membro do Soviete Supremo da URSS em 1946–1950 e 1954–1958.

## Carreira pós-Stalin e vida posterior
Depois da morte de Stalin, em março de 1953, os serviços de segurança soviéticos foram reorganizados. Em março de 1953, o MGB foi fundido com o MVD e Beria tornou-se o Ministro da Administração Interna, com Sergei Kruglov servindo como seu subordinado imediato. Tanto Kruglov quanto Ivan Serov desempenharam papéis-chave na prisão de Beria em junho de 1953, arquitetada por Nikita Khrushchov, Gueorgui Malenkov e Gueorgui Júkov.
Após a prisão de Beria, em junho de 1953, Kruglov voltou a ser o Ministro da Administração Interna, com o protegido de Kruglov, Ivan Serov, sendo nomeado Vice-Ministro de Assuntos Internos. Kruglov permaneceu como Ministro de Assuntos Internos até 1956, embora em 1954 o MGB tenha sido novamente separado do MVD e renomeado KGB, com Ivan Serov se tornando seu líder.
Kruglov foi um dos poucos líderes do aparato de segurança da época de Stalin a sobreviver após a morte de Stalin, em março de 1953. O aliado de longa data de Kruglov, Viktor Abakumov, foi preso em julho de 1951 em conexão com o chamado Plano dos médicos, e acabou executado em dezembro de 1954.
No entanto, em fevereiro de 1956, Khrushchov demitiu Kruglov do cargo de Ministro do Interior, substituindo-o por um lealista, Nikolai Dudorov. Antes da demissão de Kruglov, seu ministério sofreu algumas críticas oficiais, e seu ex-protegido, Ivan Serov, foi visto como subindoe deslocando a influência de Kruglov na hierarquia soviética. Após sua saída do Ministério da Administração Interna, Kruglov foi transferido para o cargo de Vice-Ministro das Centrais Elétricas. Em agosto de 1957, Kruglov foi rebaixado para um cargo administrativo ainda menor. Em 1958 Kruglov foi enviado para a aposentadoria como inválido. Em 1959, Kruglov foi destituído de sua pensão de general e despejado de seu apartamento de elite. Em 1960, ele foi expulso do PCUS por cumplicidade nas repressões políticas da era Stalin. Mesmo após a deposição de Khrushchov em 1964, a sorte de Kruglov não melhorou. Kruglov morreu em 1977 em circunstâncias pouco claras. Várias fontes afirmam que Kruglov morreu devido a acidentalmente ser atingido por um trem. Outras fontes sugerem suicídio ou um ataque cardíaco como a causa de sua morte.